# Observatoire de Bâle
L'observatoire de Bâle, appelé en allemand Sternwarte St. Margarethen, est un observatoire astronomique et une station d'observation météorologique situé à Binningen, dans le canton de Bâle-Campagne, en Suisse.

## Histoire
L'observatoire est situé sur le Bruderholz, au-dessus de la patinoire de Bâle. Il a été ouvert en 1929 en tant que successeur de l'observatoire du Bernoullianum et faisait partie de l'université de Bâle jusqu'en 2007. Après la dissolution de l'Institut d'astronomie à la fin de 2007, l'observatoire est maintenu par le Club astronomique de Bâle.
Sur le site, la série climatique bâloise est mesurée, sans interruption depuis 1755.
Des autres installations chez l'observatoire sont une station du réseau NADAM (rayonnement gamma), NABEL (polluants atmosphériques) et du Service sismologique suisse.
L'observatoire est classé comme bien culturel d'importance régionale.